# Brandi Carlile
Brandi Marie Carlile (Ravensdale, 1 juni 1981) is een Amerikaanse Americana en folkrock-singer-songwriter. Sinds 2019 maakt Carlile ook deel uit van The Highwomen, een groep die verder bestaat uit Maren Morris, Amanda Shires en Natalie Hemby.

## Loopbaan
Carlile heeft zeven albums uitgebracht, waaronder The Story, Give Up the Ghost en Live at Benaroya Hall with the Seattle Symphony. Haar debuutalbum Brandi Carlile werd goed ontvangen. Het muziektijdschrift Rolling Stone plaatste haar op de lijst van 10 Artists to Watch in 2005. De single The Story, van het gelijknamige album, was een groter commercieel succes en is in een reclame gebruikt door General Motors. Carliles album The Firewatcher's Daughter leverde haar in 2016 een nominatie op voor een Grammy Award.
In mei 2017 bracht Carlile een benefietalbum uit voor War Child UK, Cover Stories: Brandi Carlile Celebrates 10 Years of The Story – An Album to Benefit War Child, met 14 artiesten die nummers van het originele The Story album coverden, waaronder Adele, Pearl Jam en Dolly Parton. 
In februari 2018 bracht ze haar zevende album uit, By The Way, I Forgive You. Dit album werd in totaal voor zes Grammy's genomineerd, waarvan er drie gewonnen werden. In totaal is Carlile elf keer genomineerd geweest, waarvan ze zes keer een Grammy heeft gewonnen. 
Carlile's muziek is door de jaren heen in verschillende genres geplaatst, waaronder pop, rock, altcountry en folk. Carlile leerde zichzelf piano spelen na in aanraking te zijn gekomen met muziek van Elton John. Toen zij 17 was leerde ze ook gitaar spelen.
Carlile heeft deelgenomen aan verschillende campagnes voor maatschappelijk activisme, variërend van het vergroten van bewustzijn voor gezondheidsproblemen tot vrouwenemancipatie. In 2008 richtte Carlile de Looking Out Foundation op, een non-profitorganisatie voor financiële steun aan zaken waar ze om geeft. Carlile doneert $1 van elk concertkaartje aan de stichting.
In april 2025 bracht ze een album uit samen met Elton John, Who Believes In Angels. Het album werd in drie weken opgenomen in samenwerking met Elton Johns vaste tekstschrijver Bernie Taupin en producer Andrew Watt. Van de opnames is een video op Youtube beschikbaar onder de naam Stories From The Edge of Creation .

## Privéleven
In juni 2012 kondigde Carlile haar verloving met de Britse actrice Catherine Shepherd aan. De twee zijn op 15 september 2012 getrouwd in Boston, Massachusetts. Het stel heeft twee dochters, Evangeline en Elijah. Haar dochter, Evangeline, diende als inspiratie voor haar hit, "The Mother".

## Discografie

### Albums
- Brandi Carlile, 2005
- The Story, 2007
- Give Up the Ghost, 2009
- Live at Benaroya Hall with the Seattle Symphony, 2011
- Bear Creek, 2012
- The Firewatcher's Daughter, 2015
- By The Way, I Forgive You, 2018
- In These Silent Days, 2021

- Who Believes In Angels (met Elton John) 2025

### Singles
- 2005 – Fall Apart Again
- 2006 – What Can I Say
- 2007 – The Story
- 2007 – Turpentine
- 2009 – Dreams
- 2010 – That Year
- 2010 – Dying Day
- 2012 – That Wasn't Me
- 2012 – Keep Your Heart Young
- 2014 – The Eye
- 2014 – Wherever Is Your Heart
- 2017 – The Joke
- 2018 – Every Time I Hear That Song
- 2018 – Party of One
- 2021 – Right On Time

### Samenwerkingen
- 2008: Already Home (met Ha*Ash)
- 2009: My repair (met The Noises 10)
- 2013: Making believe (met Willie Nelson)
- 2016: The Nevernding story (met Shooter Jennings)
- 2016: Angel from Montgomery (met Buddy Miller)
- 2017: Cleanup Hitter (met Shovels & Rope)
- 2017: Good With God (met Old 97's)
- 2018: Party of one (met Sam Smith)
- 2018: Travelin' Light (met Dierks Bentley)
- 2019: Common (met Maren Morris)
- 2019: Down to you (op het album Joni 75)
- 2019: Beware of Darkness (Sheryl Crow met Eric Clapton, Sting en Brandi Carlile)
- 2019: Finish What We Started (met Zac Brown Band)
- 2020: Hold On (Yola met The Highwomen en Sheryl Crow)
- 2020: A Beautiful Noise (met Alicia Keys)
- 2021: Run to Me (met Barry Gibb)